# Salvia chiapensis
Salvia chiapensis es una planta herbácea de la familia de las lamiáceas. Es originaria de Chiapas, México, a una altitud de 2500 a 3400 metros en el bosque nuboso. Fue introducida en la horticultura en el año 1980, Fue introducido a la horticultura en la década de 1980, probablemente como resultado de un viaje de recolección de la Universidad de California Botanical Garden, Berkeley.

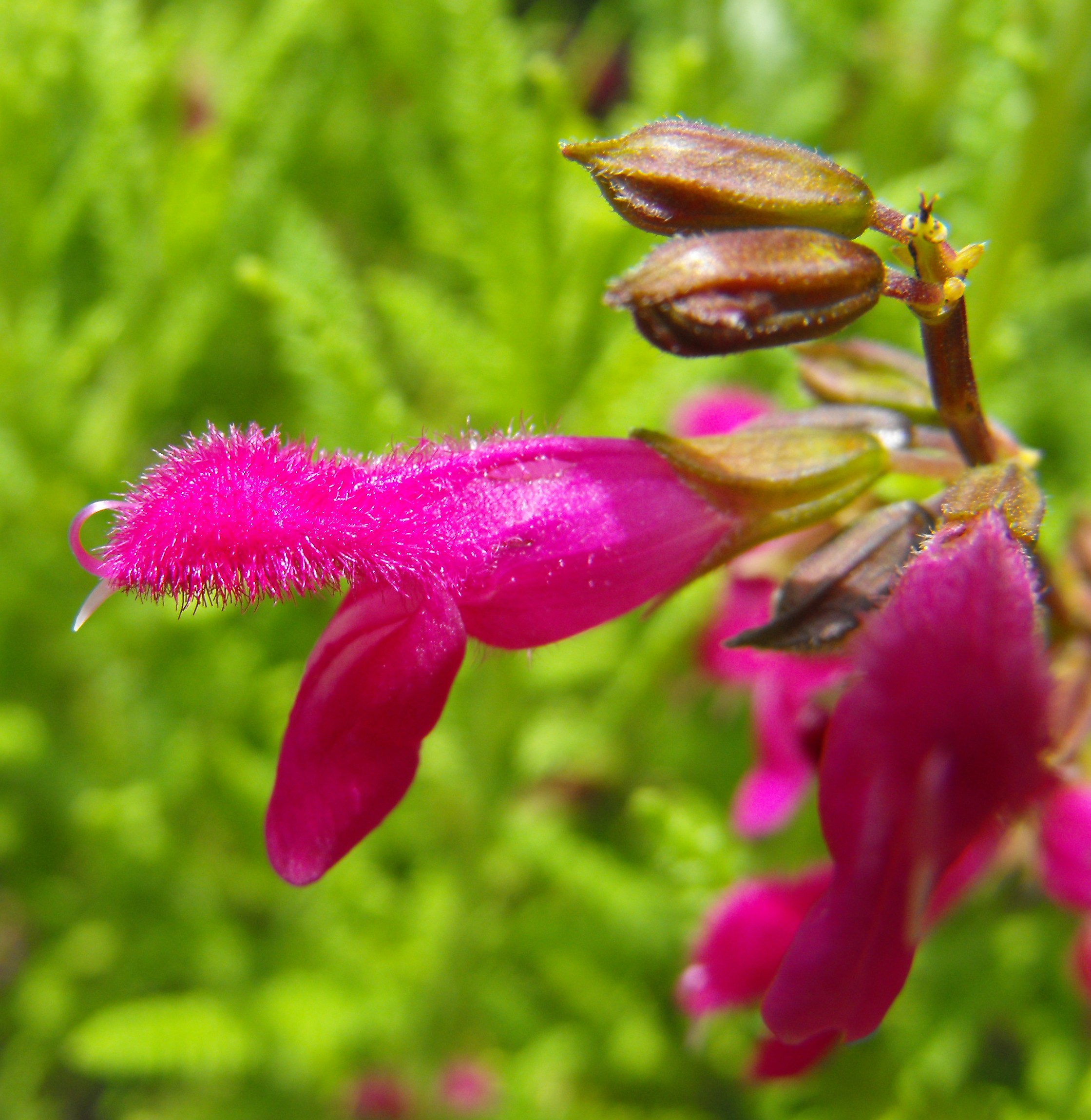
Detalle de la flor

## Descripción
Salvia chiapensis alcanza un tamaño de cerca de 0.46 a 0.61 m de alto y ancho, con varios tallos. Las hojas de 76 mm y 38 mm de ancho en forma elíptica hojas de hiedra verde, brillante y muy veteada, creciendo ampliamente espaciados a lo largo del tallo. Las flores son de color fucsia brillante, con 3-6 flores que crecen en verticilos, ampliamente espaciados a lo largo de la inflorescencia. La flor es de 19 mm de largo y cubierto de pelos.

## Taxonomía
Salvia chiapensis fue descrita por Merritt Lyndon Fernald y publicado en Proceedings of the American Academy of Arts and Sciences 35(25): 544. 1900.
Etimología
Ver: Salvia
chiapensis: epíteto geográfico que alude a su localización en Chiapas.